# جگن چندبخشی
کارکس دیویسا (به انگلیسی: Carex divisa) گونه‌ای از جگنیان است.